# Wikisource
Ne doit pas être confondu avec Wikibooks.
 (février 2023).
 (mars 2023).
Wikisource est une bibliothèque numérique de textes du domaine public, gérée en wiki grâce au moteur MediaWiki. Comme Wikipédia, elle est hébergée par la fondation Wikimédia et son contenu est librement améliorable.
Contrairement aux autres projets Wikimédia, Wikisource ne produit aucun contenu original. Il a pour objet de rendre accessibles de manière plus facile et pérenne des textes déjà publiés par ailleurs.

## Histoire

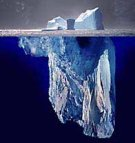
Logo d'origine de Wikisource.

Le projet a été lancé le 24 novembre 2003. Il a d'abord été nommé « projet Sourceberg », un jeu de mots à partir du nom du projet Gutenberg qui est aussi à l’origine de l'iceberg figurant sur le logo. L'objectif était de constituer une archive de documents importants du domaine public, aussi bien pour servir de source à Wikipédia que pour son intérêt propre. Le projet a été officiellement appelé « Wikisource » le 26 décembre 2003.
Un de ses premiers objectifs étant d'archiver les documents historiques les plus importants, son premier texte fut la Déclaration Universelle des Droits de l'Homme.
Il a été hébergé sur le domaine ps.wikipedia.org jusqu'en novembre 2003, adresse actuellement utilisée par Wikipédia en pachto, puis sur le domaine sources.wikipedia.org. Il a été transféré à son adresse définitive, wikisource.org, le 23 juillet 2004.
Si les documents étaient tous hébergés sur un site unique à l’origine, des sous-domaines ont été créés en 2005 pour chaque langue, sur décision de la communauté prise en mai 2005. Après l'arrivée d'une nouvelle version du logiciel MediaWiki permettant un transfert des pages en conservant les historiques, les sous-domaines ont finalement été créés à la mi-août, et les pages ont été importées le 27 août 2005.
En mai 2006, alors que des discussions avaient lieu parmi les contributeurs de Wikisource pour le choix d'un nouveau logo, le logo définitif est instauré sur décision de Jimmy Wales, fondateur de Wikipédia.
En août 2006, un contributeur de Wikisource crée le système Proofread, qui permet d'afficher l'image d'un fac-similé en face de sa transcription afin de faciliter le travail d'édition.
Le projet existe aujourd'hui en de nombreuses langues, dont plus de 78 sont dotées de leur propre sous-domaine Internet.

## Principes généraux

### Contenu
Wikisource édite une large variété de textes : littéraires (romans, poésies, contes…), d'histoire (traités, biographies), de philosophie, des revues, et beaucoup d'autres encore, à condition que leur licence soit compatible avec la licence CC BY-SA. Elle utilise les ressources éditoriales du wiki ce qui lui permet — entre autres — de classer les textes (par genre, époques…) ; de fournir des systèmes de navigation entre les chapitres ; de lier entre elles des références dans un texte… Elle permet d'éditer un document avec des images de la source de référence en regard, pour garantir la fiabilité du travail de relecture.
Elle autorise également, pour une œuvre, des annexes telles que les traductions en d'autres langages, les bandes dessinées, les films, les enregistrements ainsi que les livres audio.

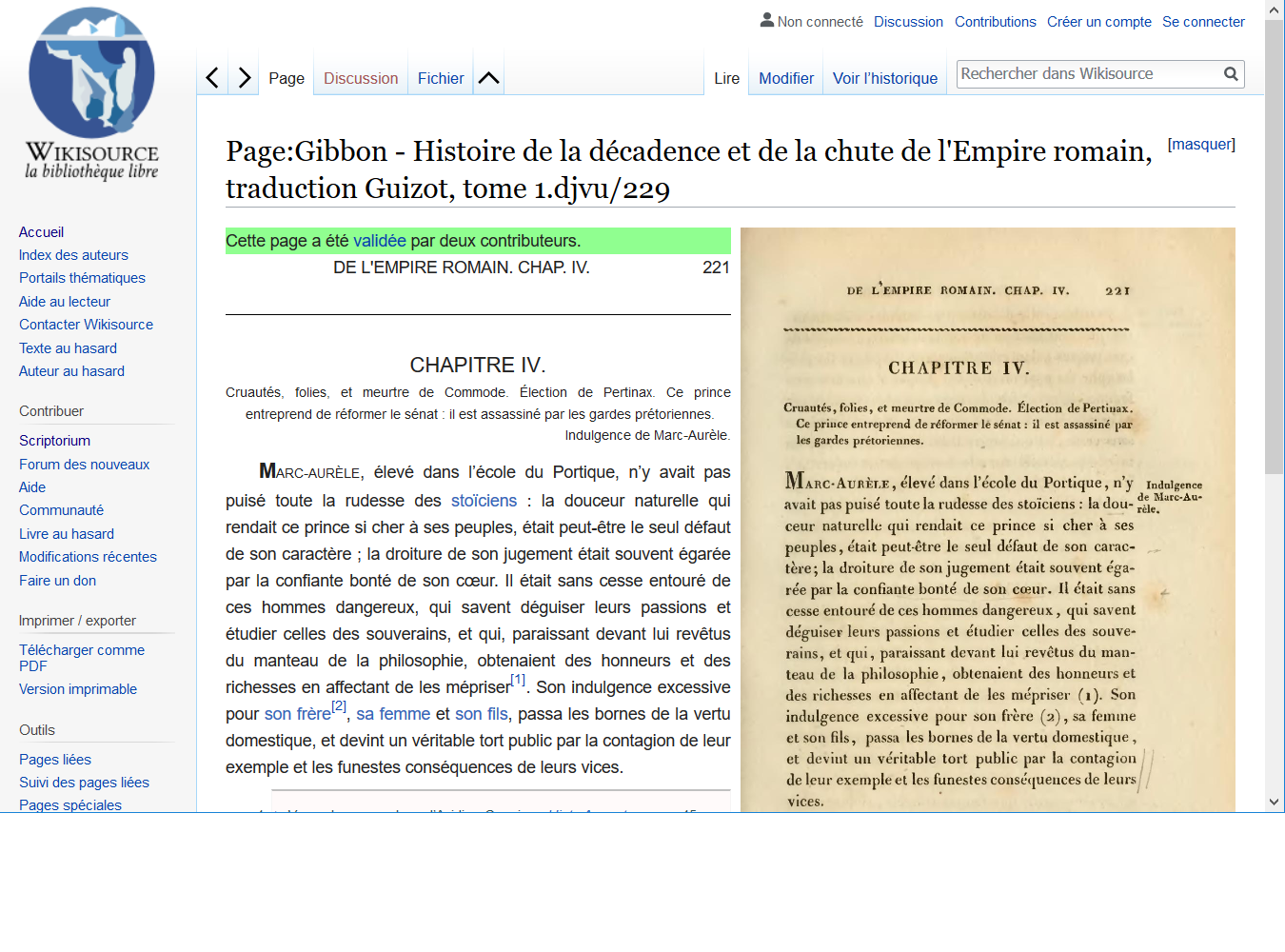
Histoire de la décadence et de la chute de l’Empire romain d'Edward Gibbon dans l'espace Page de Wikisource en français.

### Principes fondateurs
Trois principes sont particulièrement importants pour définir la réalisation de ce projet.
1. Les documents placés sur Wikisource doivent avoir été déjà publiés ailleurs, sur papier. Trois exceptions sont retenues :
- les publications uniquement électroniques, si elles proviennent de sites officiels ou d’éditeurs en ligne reconnus (c'est-à-dire qui ont une obligation de dépôt légal auprès de la bibliothèque nationale de leur pays) ;
- les traductions ;
- les documents d'archive avec une source papier (par exemple des récits de la Première Guerre mondiale).

2. Les documents placés sur Wikisource doivent être dans le domaine public ou sous une licence libre.
3. Les documents placés sur Wikisource doivent être objectivement identiques à une édition de référence.

### Intérêts de Wikisource
Le système d'état d'avancement de la relecture, avec un code couleur pour identifier deux relectures effectives sur une page, ou sur l'ensemble d'un chapitre d'ouvrage, contribue à la qualité du texte obtenu. Ces deux relectures contribuent à une estimation rapide de cette qualité de relecture,. 
Le fait que contrairement à d'autres projets de relecture collaborative, comme le projet Gutenberg, il soit possible de visualiser la page numérisée à côté de sa transcription contribue aussi à la qualité des textes sur la plateforme en facilitant la vérification puis la correction. Les liens interlangues vers des traductions d'un texte constituent aussi un des avantages de la plateforme, tout comme la capacité à relire le texte dans un ancien état de langue et de pouvoir ensuite exporter une version normalisée de façon semi-automatique en français actuel.
Le fait que la plateforme permette de respecter la graphie d'un texte ancien est un des intérêts pour une utilisation dans des projets pédagogiques visant à développer les compétences étudiantes de lecture et de compréhension de textes anciens. Leurs compétences numériques sont aussi développées à travers la découverte du système de balises et de modèles du wikicode utilisé sur Wikisource, plus simple qu'un encodage en XML-TEI. 
Pour les équipes de recherche qui utilisent Wikisource pour y relire des textes en rapport avec leurs projets, la plateforme Wikisource peut être considérée comme un entrepôt de données textuelles. Des équipes de recherche en traitement automatique des langues ou en humanités numériques ont aussi recours à Wikisource pour constituer des corpus numériques, en particulier en cas de volonté de large couverture du corpus.

## Partenariats avec des institutions publiques

### En France
L'École nationale vétérinaire de Toulouse (ENVT), une des quatre grandes écoles de vétérinaires de France s'associe à Wikimédia France, en 2008, pour publier près d'une centaine de thèses vétérinaires du XIXe siècle,.
Un partenariat est signé en 2010 entre la Bibliothèque nationale de France et Wikimédia France, sous l'impulsion de Rémi Mathis. La BnF fournit alors à Wikisource 1400 ouvrages en français numérisés, incluant images des pages et texte issu de la reconnaissance optique de caractères. Les bénévoles qui contribuent à la bibliothèque collaborative du site assurent la correction des textes et la mise en ligne d'un texte corrigé. À partir de 2019, le site Gallica de la BnF ajoute un lien hypertexte vers l'adresse de ce texte sur la fiche de l'ouvrage, à l'aide d'une icône représentant la lettre W, de couleur rouge.
Un partenariat est lancé en 2013 avec les Archives nationales de France, avec notamment l'organisation d'ateliers de formation à Wikisource pour le personnel de l'établissement.

### En Allemagne
« Afin de faciliter le travail de la communauté Wikisource germanophone, l'association allemande a fourni un budget de 1 500 € pour la numérisation de livres et manuscrits anciens. Les membres de la communauté décideront eux-mêmes conjointement de la façon de dépenser cette dotation pour de nouveaux projets. »
- En mai 2006, Wikimedia Deutschland (l'association allemande) a financé la numérisation d'un manuscrit scolaire de mathématiques intitulé Drei Register Arithmetischer ahnfeng zur Practic[23].
- « Début septembre 2006, le troisième volume des « Zimmerische Chronik » a été transcrit. Il s'agit d'une chronique rédigée par le comte Froben Christoph von Zimmern au XVIe siècle et publiée en 1881 par l'historien allemand Karl August Barack. La transcription du quatrième volume est l'un des plus gros projets de Wikisource germanophone. L'édition électronique a été lancée par un historien de l'université de Fribourg-en-Brisgau, qui agit en tant que consultant scientifique pour le projet. »[22]

## Biais

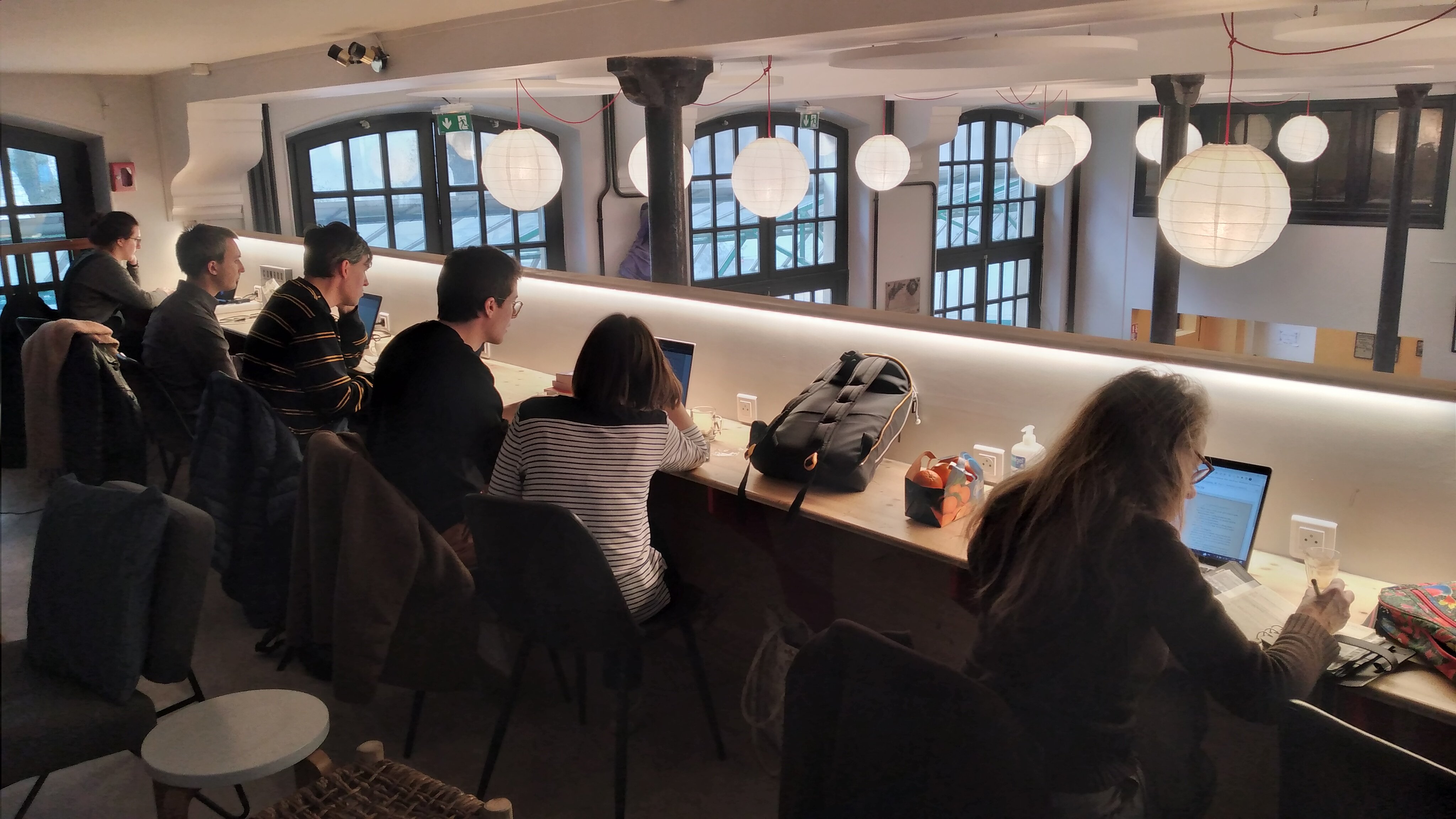
Atelier Wikisource Autrices organisé à la Cité audacieuse à Paris le 25 février 2023

Un biais de genre est présent sur Wikisource tout comme sur Wikipédia : jusqu'à 2017, le taux d'ouvrages écrits par une femme parmi les nouveautés présentées en page d'accueil ne dépasse pas les 14%. Pour y remédier, le collectif des sans pagEs organise mensuellement depuis 2018 des ateliers de relecture de textes de femmes sur la plateforme. Des ateliers ont aussi été organisés dans des bibliothèques, par exemple à Douai en 2019 sur des ouvrages de Marceline Desbordes-Valmore ou à Poitiers en 2022 sur des ouvrages de Catherine et Madeleine Des Roches, Fortunée Briquet et André Léo. Ces démarches permettent de faire sortir de l'ombre des autrices, comme le roman de super-héroïne Véga la magicienne de Renée Gouraud d'Ablancourt, dont le texte est partagé sur Wikisource avant sa réédition par l'éditeur angevin Banquises et comètes en 2022.